# 新機動戦記ガンダムW ENDLESS DUEL
『新機動戦記ガンダムW ENDLESS DUEL』（しんきどうせんきガンダムウイング エンドレスデュエル）は、1996年3月29日に日本のバンダイから発売されたスーパーファミコン用2D対戦型格闘ゲーム。
テレビ朝日系テレビアニメ『新機動戦記ガンダムW』（1995年 - 1996年）に登場するモビルスーツ同士による1対1の格闘ゲーム。前作に当たる『機動武闘伝Gガンダム』（1994年）と異なりパイロットの乗換えなどはなく、戦闘ボイスなどは収録されていない。『新機動戦記ガンダムW』の最終回の放送日に発売された。
開発はナツメが行い、プロデューサーは後にPlayStation用ソフト『ガンダムバトルアサルト』（2000年）を手掛けた牛村憲彦、企画はスーパーファミコン用ソフト『ザ・ニンジャウォーリアーズアゲイン』（1994年）を手掛けた谷口俊一、音楽はスーパーファミコン用ソフト『奇々怪界-月夜草子』（1994年）を手掛けた岩月博之および大橋春男が担当している。
本作は同社が開発した初の「ガンダムシリーズ」を題材としたゲーム作品であり、後に発売された同社開発によるPlayStation用ソフト『ガンダム・ザ・バトルマスター』（1997年）と比較してガードダッシュやブーストジャンプといった当時としては多彩な操作が盛り込まれ、格闘ゲームとしての要素は濃くなっている。

## ゲーム内容

### システム
通常の2D格闘ゲームと同様、8方向レバーと4ボタンによる操作を行う。
ボタンは通常攻撃の弱/強と、ビームサーベル等を使用した武器攻撃の弱/強となっている。
近接時に前後いずれかの方向と通常攻撃ボタンで投げ、一部MSは空中でも投げを行える。
またレバー上方向への入力で通常のジャンプ、レバー後ろ方向への入力でガードが可能。
他に種類を問わないボタン二つ同時押しと、レバー操作により特殊な操作を行うことが出来る。
ブーストジャンプ
地上でレバー左右以外の方向に入れてボタン2つ同時押しをすると、ブーストを使用したハイジャンプを行う。
空中では下方向以外の4方向にレバーを入れて2ボタン同時押しをすると、その方向にステップ・ハイジャンプする。
ハイジャンプ後の落下時に下方向にレバーを入れる事で、ゆっくりと降下するホバリングが可能。
ガードダッシュ
地上でレバー前方向に入れてボタン2つ同時押しをすると、立ちガードを行いながら前進するガードダッシュを行う。
ガードしながら間合いを詰める事が出来るが、下段攻撃や投げには無力。
ガードバックステップ
地上でレバー後方向に入れてボタン2つ同時押しをすると、ガードしながら後方にステップする。
それぞれのステップ、ジャンプは通常攻撃をキャンセルして出す事が出来る。
ジェネレーター出力ゲージ
エネルギーゲージ(体力ゲージ)の下に配置されている、最大で300まで溜まるゲージ。
攻撃、防御などの様々な動作によって蓄積していく。
このゲージを使用する事で、以下の動作を行える。
バルカン
敵MSと距離を取った際に相手にサイト表示がされ、その状態で攻撃ボタンを押すとゲージを少量消費してバルカンによる攻撃を行う。
押すボタンが弱・強のどちらかで、発射数・消費ゲージ量に差がある。唯一ガンダムエピオンにはない。
強必殺技
強攻撃ボタンを押して必殺技を放つことで、通常より強力な必殺技となる。
消費量は一律100。
メガ必殺技
各MSが持つ超必殺技。
消費量は一律200。ウイングガンダム、ウイングガンダムゼロのみ二つのメガ必殺技を持つ。

## ステージ構成
コロニー内部 (ウイング／ウイングゼロ)
航空母艦 (デスサイズ)
飛行場 (ヘビーアームズ)
砂漠 (サンドロック)
長江 (シェンロン)
南極 (トールギス)
モビルドール輸送船 (メリクリウス／ヴァイエイト)
リーブラ内部 (エピオン)

## 登場キャラクター
ウイングガンダム
パイロット: ヒイロ・ユイ
メガ必殺技: ハイパーバスターライフル、バードモード
ガンダムデスサイズ
パイロット: デュオ・マックスウェル
メガ必殺技: デスハリケーン
ガンダムヘビーアームズ
パイロット: トロワ・バートン
メガ必殺技: フルファイヤー
ガンダムサンドロック
パイロット: カトル・ラバーバ・ウィナー
メガ必殺技: マグアナックヒュージレイド
シェンロンガンダム
パイロット: 張五飛
メガ必殺技: ドラゴンハングファイヤー
ウイングガンダムゼロパイロット: ヒイロ・ユイ
メガ必殺技: ハイパーツインライフル、バードモード
トールギス
パイロット: ゼクス・マーキス
メガ必殺技: モビルスーツスラッシャー
ヴァイエイト
パイロット: レディ・アン
超必殺技: メガビームブラスト
メリクリウス
パイロット: ルクレツィア・ノイン
超必殺技: プラネイトサンダー
ガンダムエピオン
パイロット: ゼクス・マーキス（仮面なし）
超必殺技: スパークウィンド
ストーリーモードのボスキャラクター。VS.MODE、TRIAL MODEにて隠しコマンドを入力することにより登場。

## スタッフ
- エグゼクティブ・プロデューサー：尾形和正、浅沼誠
- プロデューサー：牛村憲彦
- 企画：谷口俊一
- プログラマー：宮部寿保、小室裕達
- デザイナー：谷口俊一、鈴木邦夫
- サウンド：岩月博之、大橋春男

## 評価
ゲーム誌『ファミコン通信』の「クロスレビュー」では合計23点（満40点）、『ファミリーコンピュータMagazine』の読者投票による「ゲーム通信簿」での評価は以下の通り、22.9点（満30点）となっている。
| 項目 | キャラクタ | 音楽 | お買い得度 | 操作性 | 熱中度 | オリジナリティ | 総合 |
| 得点 | 4.3        | 3.8  | 3.7        | 3.8    | 3.7    | 3.6            | 22.9 |

## 関連商品
新機動戦記ガンダムW ENDLESS DUEL ファイティング・マニュアル（覇王ゲームスペシャル51、講談社、1996年4月 ISBN 4063292517）
攻略本。